# Osirinus tarsalis
Osirinus tarsalis är en biart som beskrevs av Melo och Zanella 2003. Osirinus tarsalis ingår i släktet Osirinus och familjen långtungebin. Inga underarter finns listade i Catalogue of Life.